# Hans Pontiller
Hans Pontiller (* 23. Februar 1887 in Jenbach, Tirol; † 11. Dezember 1970 in Innsbruck) war ein österreichischer Bildhauer.

## Leben und Werk

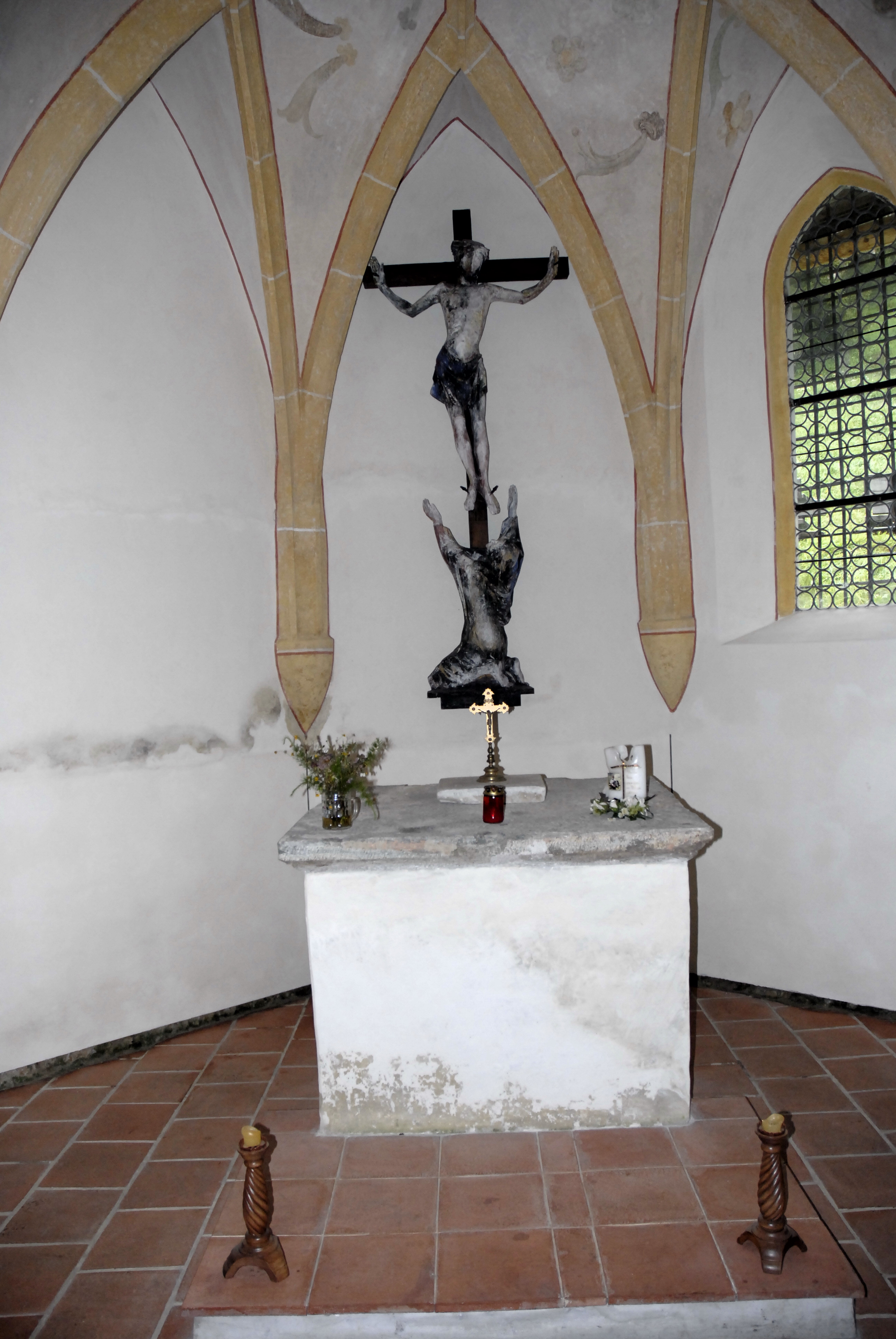
Holzkruzifix mit der Heiligen Magdalena von Pontiller in der Kapelle von St. Magdalena im Gschnitztal

Während einer Kunsttischlerlehre in Schwaz eignete Pontiller sich Kenntnisse in der Holzschnitzerei an. In Schwaz lernte er den Innsbrucker Jugendstilmaler Emanuel Raffeiner und den Bildhauer Ludwig Penz kennen, der ihn zur weiteren künstlerischen Betätigung ermunterte.
Nach dem Besuch der Gewerbeschule in Innsbruck 1909/1910 studierte er von 1910 bis 1915 an der Kunstgewerbeschule Wien bei Josef Breitner und Franz Barwig dem Älteren und von 1915 bis 1919 an der Akademie der Bildenden Künste Wien bei Hans Bitterlich. 1921 folgte eine Einladung nach Stockholm, wo er sich mit dem Bildhauer Carl Milles anfreundete. Zwischen 1924 und 1928 lebte er freischaffend in Salzburg. Anfang des Jahres 1929 wurde Pontiller Lehrer für Bildhauerei an der Bundesgewerbeschule in Innsbruck. Hier entfaltete sich seine Tätigkeit durch seinen Einfluss auf jüngere Bildhauer wie Herbert Albrecht, Albin Moroder, Ilse Glaninger-Balzar, Erich Keber, Walter Wehinger oder Rudi Wach, der über die Grenzen Österreichs bekannt wurde.
Der Schwerpunkt seines bildhauerischen Werkes liegt im religiösen, christologischen Bereich, im Besonderen seine Pietàs, den Darstellungen Marias mit dem Leichnam Jesu Christi. Das berühmteste seiner Marienbilder, die Maria mit dem Kinde im Strahlenkranz von 1959 ist in der Bergiselgedächtniskapelle zu Innsbruck zu finden. Seine Werke zeichnen sich durch Zartheit und Entschlossenheit aus. Pontiller war ein Verfechter der gegenständlichen Darstellung, aber dennoch aufgeschlossen gegenüber modernen Strömungen.

## Auszeichnungen
- 1938: Ritterkreuz des österreichischen Verdienstordens[1]
- 1953: Kunstpreis der Stadt Innsbruck für Bildhauerei